# Zanclorhacos nigrivenata
Zanclorhacos nigrivenata là một loài bướm đêm trong họ Geometridae.